# 全国婦人参政権協会
全国婦人参政権協会（The National Society for Women's Suffrage）は、イギリスにおいて女性参政権運動を起こすために設立された最初の全国組織である。1867年11月6日にリディア・ベッカーにより結成されたこの組織は女性参政権運動の基盤を築いた。
イライザ・ウィガム、ジェーン・ウィガム、プリシラ・ブライト・マクラーレンやその友人たちが全国協会のエディンバラ支部を立ち上げた。イライザと、友人であるアグネス・マクラーレンが幹事を務めた。1870年までにはアバディーン、グラスゴー、セント・アンドルーズおよびガロウェイにスコットランドの支部が存在していた。
自由党所属の政治家ヤコブ・ブライトはギャロウェイ支部所属のジェーン・テイラーからの請願書に支えられ、女性参政権について国会議員に陳情するためにロンドンを拠点とする組織を創設することの有用性を提案している。1872年1月17日、全国婦人参政権協会中央委員会の初めての会合が行われた。
この全国協会はのちに全国婦人参政権協会連合（1897年設立）や女性社会政治同盟（1903年設立）により更なる発展を遂げることになる。